# هوارد هاوكس
هوارد هاوكس (بالإنجليزية: Howard Hawkes)‏ هو مدرب كرة سلة أمريكي، ولد في 28 أكتوبر 1894 في Windham, Maine ‏ في الولايات المتحدة، وتوفي في 15 مايو 1970 في South Windham, Maine ‏ في الولايات المتحدة.